# Tara Spencer-Nairn
Tara Spencer-Nairn (Montreal, 6 januari 1978) is een Canadese actrice. Spencer-Nairn is vooral bekend door haar rol als Karen Pelly in de Canadese sitcom Corner Gas.

## Loopbaan
Sinds de jaren negentig speelde ze in een aantal Canadese televisieseries en (tele)films. Voor haar rol in Corner Gas won ze samen met de rest van de acteurs een Gemini Award voor Best Ensemble Performance.